# Bukama (stad)
Bukama is een stad in de Democratische Republiek Congo in de provincie Haut-Lomami. Bukama telde volgens de laatste census in 1984 33.100 inwoners en in 2004 naar schatting 61.000 inwoners. Bukama is het administratief centrum van het gelijknamig territorium.
De stad ligt aan de Lualaba, die vanaf hier bevaarbaar is. De stad ligt ook aan een spoorlijn.
De bevolking bestaat voornamelijk uit Luba en het Kiluba is de algemene voertaal. Nationale voertaal is het Swahili.
De stad is een regionaal handelscentrum en heeft een eigen elektriciteitsnet. Er is een algemeen ziekenhuis beheerd door de staat. Er is een kleine universiteit, Université de Bukama (UNIB), verbonden aan het Institut Universitaire du Congo (IUC).